# نادي فيتا تبليسي لكرة السلة
نادي فيتا تبليسي لكرة السلة هو فريق كرة سلة جورجي للمحترفين تأسس في سنة 1992 يقع مقره في تبليسي. يلعب في دوري السوبر الجورجي لكرة السلة ودوري اتحاد في تي بي.

## الإنجازات
- دوري السوبر الجورجي لكرة السلة: 6
  - 1992–93، 1993–94، 1994–95، 1995–96، 1996–97، 1997–98

## وصلات خارجية
- الموقع الرسمي

قالب:دوري اتحاد في تي بي